# Lange Ruige Weide
Lange Ruige Weide est une ancienne seigneurie et une ancienne commune néerlandaise de la province de la Hollande-Méridionale, située entre Reeuwijk et Utrecht. La commune bordait les lacs des Reeuwijkse Plassen.
Lange Ruige Weide existait déjà avant la création des communes en tant que seigneurie Lange en Ruige Weide. Elle a été érigée en commune au début du XIXe siècle et comportait le village de Driebruggen, ainsi que les polders et hameaux de Langeweide, Ruigeweide et Kortehoeven (également Kortenhoven). La mairie se trouvait à Driebruggen. La commune avait une superficie de 1 049 ha.
Entre 1812 et 1818, la commune avait été rattachée à Waarder. En 1821, la commune passe de la province d'Utrecht à la Hollande-Méridionale.

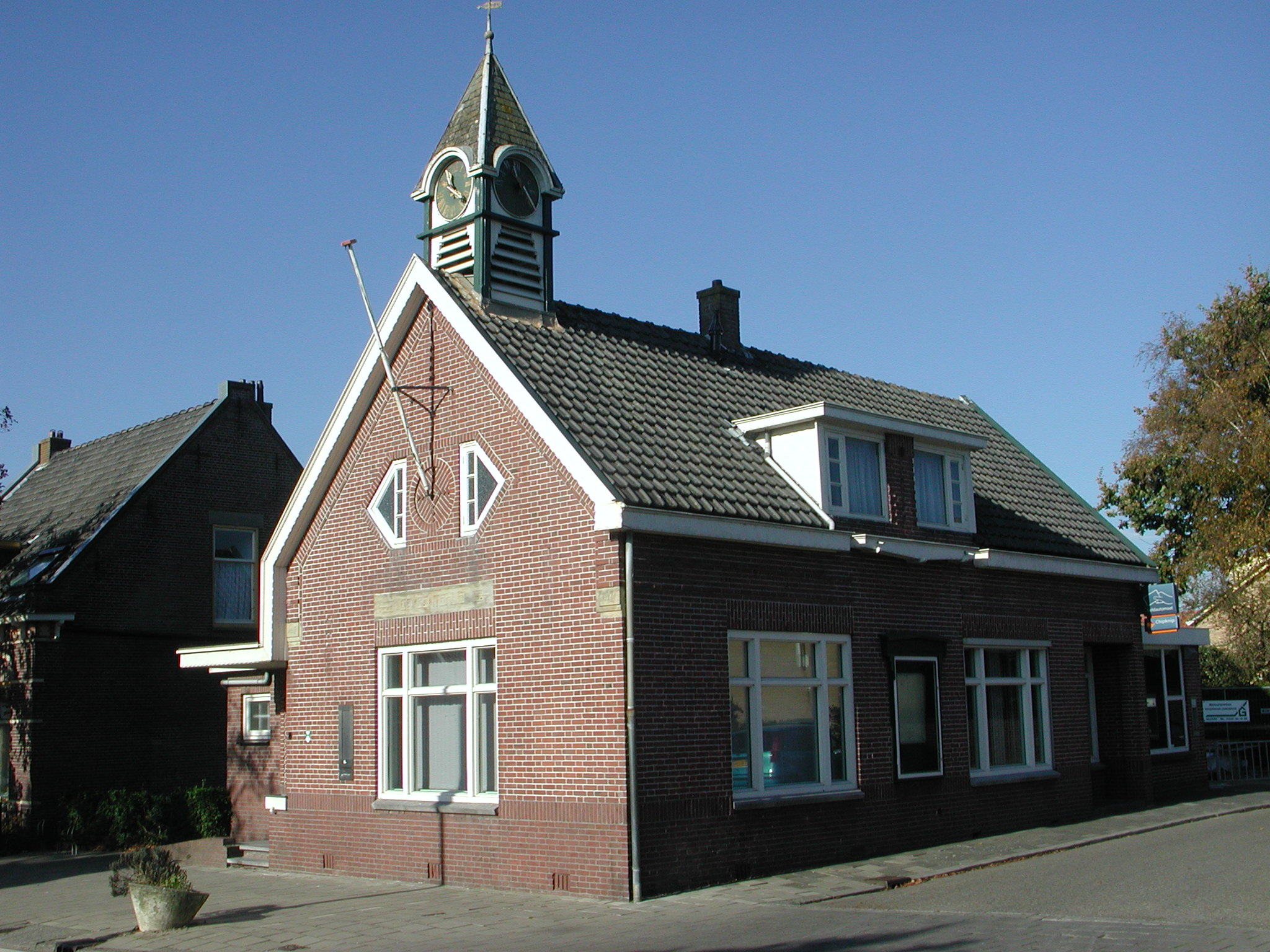
Ancienne mairie à Driebruggen

En 1840, la commune comptait 64 maisons et 371 habitants, dont 279 à Langeweide, 84 à Ruigeweide et 8 à Kortehoeven.
Le 1er février 1964, la commune fusionne avec Hekendorp, Papekop et Waarder pour former la nouvelle commune de Driebruggen. Le hameau de Kortehoeven passe alors à Reeuwijk. De nos jours, le territoire de l'ancienne commune fait presque entièrement partie de la commune de Bodegraven-Reeuwijk.

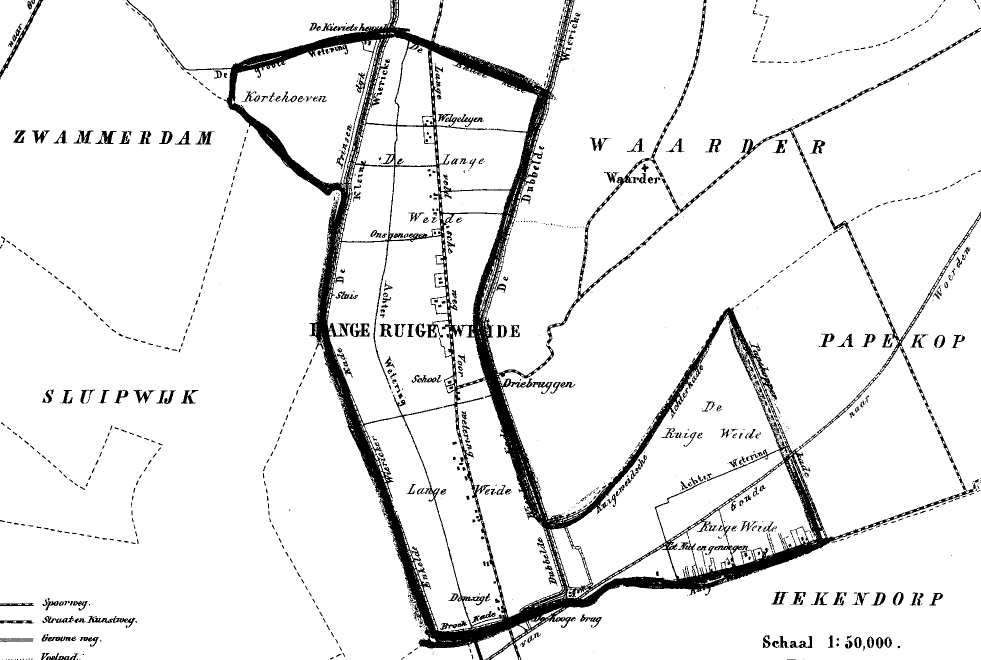
Carte de Lange Ruige Weide.